# Bohumil Šimonovský

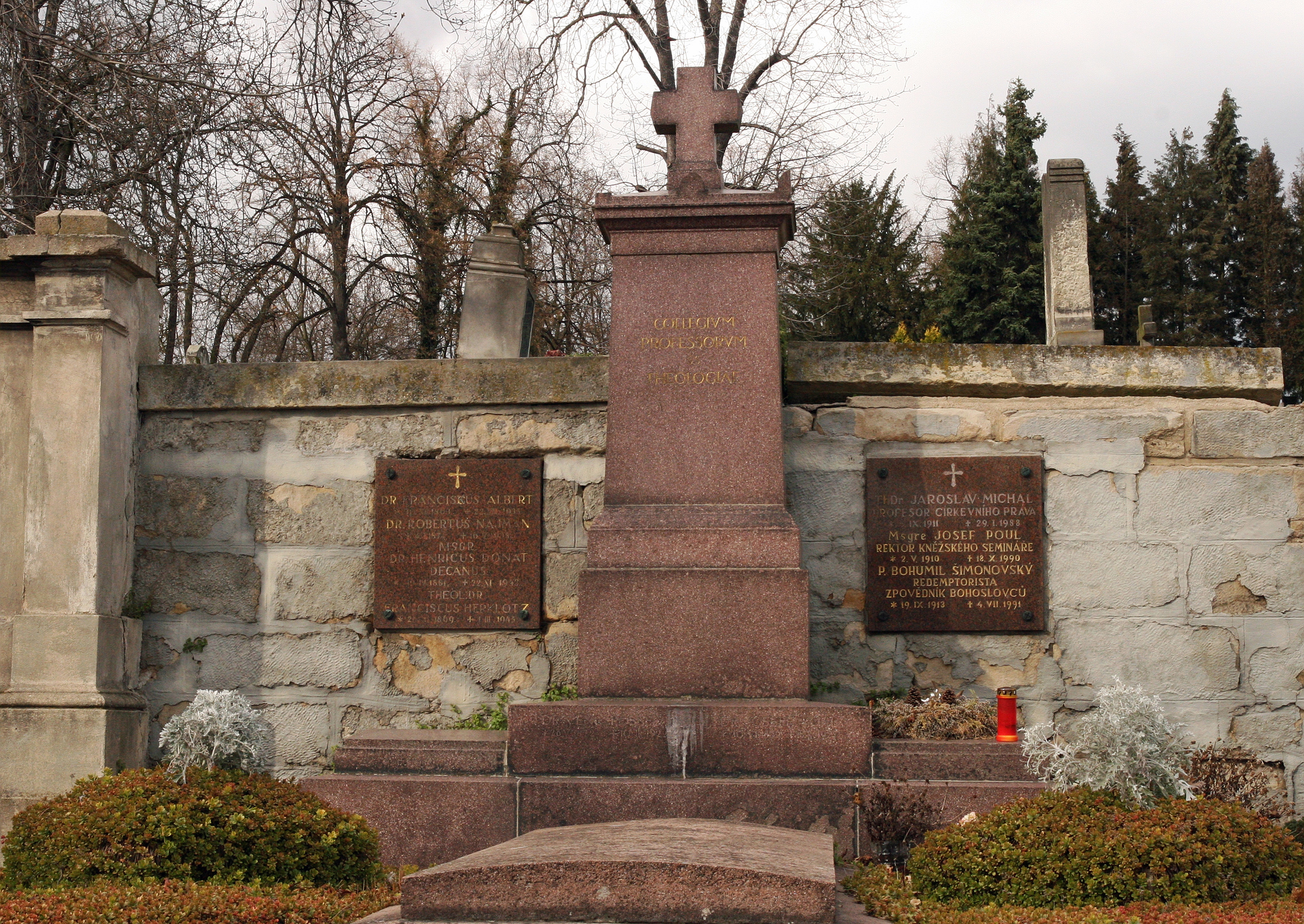
Hrobka profesorů teologie, městský hřbitov, Litoměřice

P. Bohumil Šimonovský CSsR (19. září 1913, Višňová – 4. července 1991, Litoměřice) byl český katolický kněz, člen řeholní kongregace redemptoristů.

## Původ, svěcení a pobyt u PTP
Pocházel z Višňové u Příbrami. Na kněze byl vysvěcen 29. června 1938. V roce 1950 zažil v rámci Akce K zábor kláštera ve Filipově, kde byl duchovním správcem poutního kostela Panny Marie. Byl internován v Králíkách. Od 1. října 1950 do 31. prosince 1953 vykonával základní vojenskou službu u PTP. Jeho "spolubojovník" u PTP Josef Koláček na něho vzpomíná slovy: "PTP bylo údajně za trest dokonce i pro jeho velitele. Průměrný typ pétépáckého velitele? To byl snad nejpodřadnější vojenský materiál. K pétépákům je dávali za trest. Buď za morální, nebo peněžní přečiny. Jeden zpronevěřil peníze, druhý byl velkej děvkař atd… To vyváděli i tam. Političtí politrukové byli omezení a zfanatizovaní lidé. My jsme si z nich jemným způsobem utahovali. Páter Šimonovský, redemptorista, měl takový krásný způsob. Oni ti politrukové často neuměli ani pořádně číst. Když přinesl příručku, zeptal se, kdo bude číst, a podal ji Šimonovskému. Ten, aby kryl své tajné studium, měl před sebou Rudé právo. Četl jednu větu z té příručky a druhou z Rudého práva. V jedné bylo nadávání na kapitalismus, ve druhé vychvalování socialismu. Museli jsme si cpát ruku do úst, abychom se nesmáli nahlas. Politruk seděl a nevěděl, co se děje. Jinak to bylo do zblbnutí opakování téhož… Oni nebyli schopni sami něco rozvinout nebo zdůvodnit. Když se někdo snažil diskutovat, odpověděl větou ze školení a nedebatoval dál. Když se někdo chtěl dál ptát, tak mu řekl, aby mlčel.“
Podobně na jeho osobnost, která dovedla inteligentně vzdorovat totalitnímu útlaku vzpomíná i františkán Bernard Říský: "V Plaveckém Podhradí jsme zažili krásnou vojnu. Instruktoři k nám jen docházeli, školení vedl redemptorista Šimonovský, a to tak, že vyhlásil: Až zavolám: Konec přestávky! – přijďte, protože to znamená ,škodná v revíru'."

## Pastorace a život v reálném socialismu
Po dokončení vojenské služby pracoval v dělnických profesích, naposled až do 30. listopadu 1968 pracoval jako zednický přidavač n. p. Bytex Rumburk. Od 1. prosince 1968 mu byl vrácen státní souhlas a nastoupil jako výpomocný duchovní na děkanském úřadu v Litoměřicích. Ovšem záhy státní souhlas ztratil, tak si našel práci v Litoměřicích jako kostelník v děkanském kostele. Všichni ovšem věděli, že kostelníkem je katolický kněz a tak ho rádi vyhledávali jako duchovního rádce. Jako kněz se stal oblíbeným zpovědníkem bohoslovců, kteří byli v litoměřickém semináři umístěni v době komunistické totality.

## Problémy se Státní bezpečností
Státní bezpečnost o jeho osobu jevila stále zájem a různými způsoby se ho snažila využít. V roce 1956 byl „rozpracován“ 3. odborem KS MV Liberec pro podezření z účasti na tajném vedení šluknovského vikariátu. StB se však podezření nepodařilo dokázat.
Dne 16. září 1974 byl na návrh kpt. Václava Sedláčka, operativního pracovníka O StB Litoměřice založen k osobě Šimonovského svazek důvěrníka vedený pod krycím jménem BOHUSLAV (r. č. 14 678 Ústí nad Labem). Operativní kontakt s ním byl navázán až 12. listopadu 1974. Dne 7. března 1975 byl svazek přeregistrován na svazek KTS a dne 22. května 1975 byl kpt. Sedláčkem podán návrh na získání KTS ke spolupráci.
I přes nesouhlas náčelníka II. odb. S StB Ústí nad Labem, který požadoval, aby se kandidát dále „rozpracovával“ (do té doby s ním byly uskutečněny pouze 3 schůzky), vyslovil náčelník S StB plk. Josef Protiva s „verbovkou“ souhlas. Ta se uskutečnila dne 26. května 1975 v soukromém bytě Josefa Ptáčníka v Sulejovicích (okres Litoměřice) a Šimonovský zde podepsal slib spolupráce. Dne 15. října 1984 podal BOHUMILŮV řídící orgán (v té době npor. Eduard Andrš, SR O StB Litoměřice) návrh na ukončení spolupráce. Mimo jiné v něm uvádí: „Informace, které spolupracovník podává jsou ... průměrné StB hodnoty. Úkoly, které jsou mu na schůzkách ukládány v podstatě neplní ... V poslední době odmítal docházet na schůzky. ... Odmítnutí ... zdůvodňoval svým věkem a tím, že pokud od něho něco potřebujeme, tak máme přijít my a nikoli on neboť on od nás nic nepotřebuje a prakticky mu v ničen ani nemůžeme pomoci.“ Dne 29. října 1984 se o těchto skutečnostech osobně přesvědčil i náčelník O StB Litoměřice mjr. Josef Matuška. Poté byl svazek dne 22. prosince 1984 ukončen a uložen do archivu (a. č. 14 868 Ústí nad Labem).

## Závěr života
Pro svou velkou laskavost a to, že každého oslovoval: "zlatíčko", si v Litoměřicích tak získal přezdívku "Zlatíčko". Od roku 1989 byl ustanoven výpomocným duchovním v Litoměřicích. Poslední léta trpěl sklerózou, která jej úplně vyřadila z jakékoli činnosti. Zemřel v Litoměřicích v 4. července 1991 v 78. roce svého života v 59. roce řeholního života a v 53. roce kněžství. Pohřben byl 12. července 1991 na litoměřickém hřbitově.